# Lewis Grabban
Lewis James Grabban (Croydon, Inglaterra, 12 de enero de 1988) es un futbolista británico que juega de delantero. Desde agosto de 2024 forma parte del cuerpo técnico del equipo sub-18 del Nottingham Forest F. C.

## Clubes
| Club                     | País           | Año       |
| ------------------------ | -------------- | --------- |
| Crystal Palace F. C.     | Inglaterra     | 2005-2006 |
| Oldham Athletic A. F. C. | Inglaterra     | 2006      |
| Crystal Palace F. C.     | Inglaterra     | 2006-2007 |
| Motherwell F. C.         | Escocia        | 2007      |
| Crystal Palace F. C.     | Inglaterra     | 2007-2008 |
| Millwall F. C.           | Inglaterra     | 2008-2010 |
| Brentford F. C.          | Inglaterra     | 2010-2011 |
| Rotherham United F. C.   | Inglaterra     | 2011-2012 |
| AFC Bournemouth          | Inglaterra     | 2012-2014 |
| Norwich City F. C.       | Inglaterra     | 2014-2016 |
| AFC Bournemouth          | Inglaterra     | 2016      |
| Reading F. C.            | Inglaterra     | 2017      |
| Sunderland A. F. C.      | Inglaterra     | 2017-2018 |
| Aston Villa F. C.        | Inglaterra     | 2018      |
| Nottingham Forest F. C.  | Inglaterra     | 2018-2022 |
| Al-Ahli Saudi F. C.      | Arabia Saudita | 2022      |